# كريس ماركيت
كريس ماركيت (بالإسبانية: Chris Marquette)‏ هو ممثل إسباني، ولد في 3 أكتوبر 1984 في الولايات المتحدة.

## أعمال

### أفلام
- (1999) لانسكاي
- (2003) فريدي ضد جايسون[4]
- (2004) الفتاة المجاورة[5]
- (2006) الكلب ألفا[6]
- (2007) تذكر المذهول
- (2007) غير المرئي[7]
- (2009) الحياة في زمن الحرب
- (2009) سباق إلى جبل ساحرة[8]
- (2011) ذي ريتي[9]
- (2014) بلد سيئة
- (2016) سوء تصرف

### مسلسلات
- المومياء
- عالم آخر
- عقول إجرامية
- هاواي فايف أو
- هاوس
- ويدز

## وصلات خارجية
- كريس ماركيت على موقع IMDb (الإنجليزية)
- كريس ماركيت على موقع ألو سيني (الفرنسية)
- كريس ماركيت على موقع أول موفي (الإنجليزية)
- كريس ماركيت على موقع قاعدة بيانات برودواي على الإنترنت (الإنجليزية)
- كريس ماركيت على موقع قاعدة بيانات الأفلام السويدية (السويدية)
- كريس ماركيت على موقع إن إن دي بي (الإنجليزية)
- كريس ماركيت على موقع قاعدة بيانات الفيلم (الإنجليزية)
- كريس ماركيت على موقع كينوبويسك (الروسية)